# 瀚江大桥
瀚江大桥（越南语：／）是一座位于越南岘港的斜拉回旋桥。岘港处于瀚江西岸而海滩景点则位于东岸。到了半夜时刻，瀚江大桥会在半夜沿轴线旋转，以让船只通过河流，并会在夜晚时发亮。

## 历史
瀚江大桥由岘港本地人建造，是越南第一个回旋桥也是岘港市景组成的一部分。

## 贿赂和腐败案件
在桥梁建成后不久，承包商范明通因从项目中偷钱和行使贿赂而受到指控和监禁，但并没有逮捕收取贿赂的金主。
根据自由亚洲电台报道，岘港市人民检察院在第73号/KSDT-KT号文件（2000年10月）和第77号/ KSDT/KT号文件（2000年11月）的文件中总结了此起案件，并上呈于越南最高人民检察院和岘港市委书记。阮伯清被认为在建设瀚江大桥和南北街时收取了范明通一共44亿越南盾的贿赂，涉及岘港河大桥和南北街的建设项目。然而这起案件最终被撤销，而该国的大众媒体也受到政府的严格控制，并进行审查，政府甚至赞扬阮伯清为岘港市的发展作出了许多贡献。

## 图片集

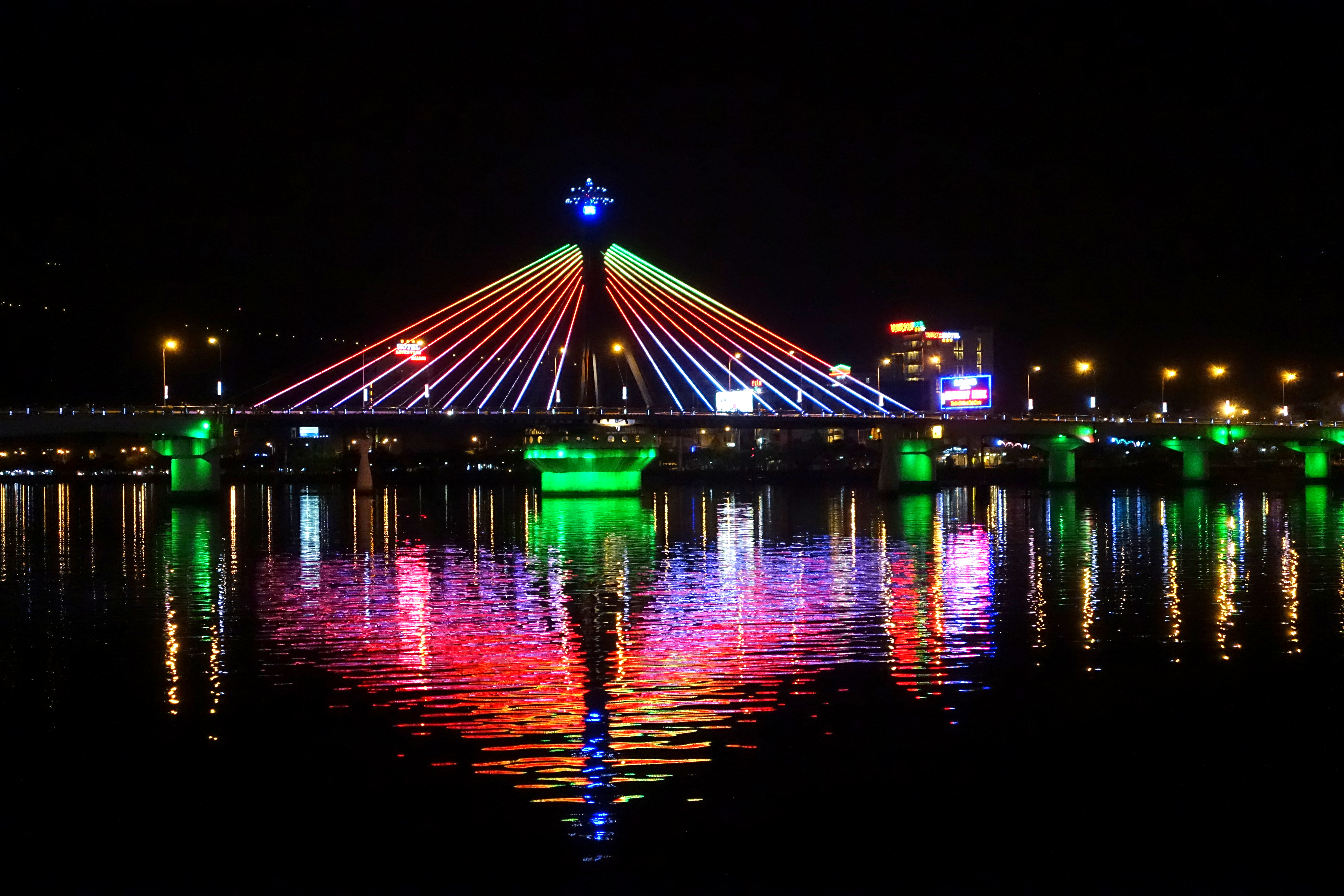
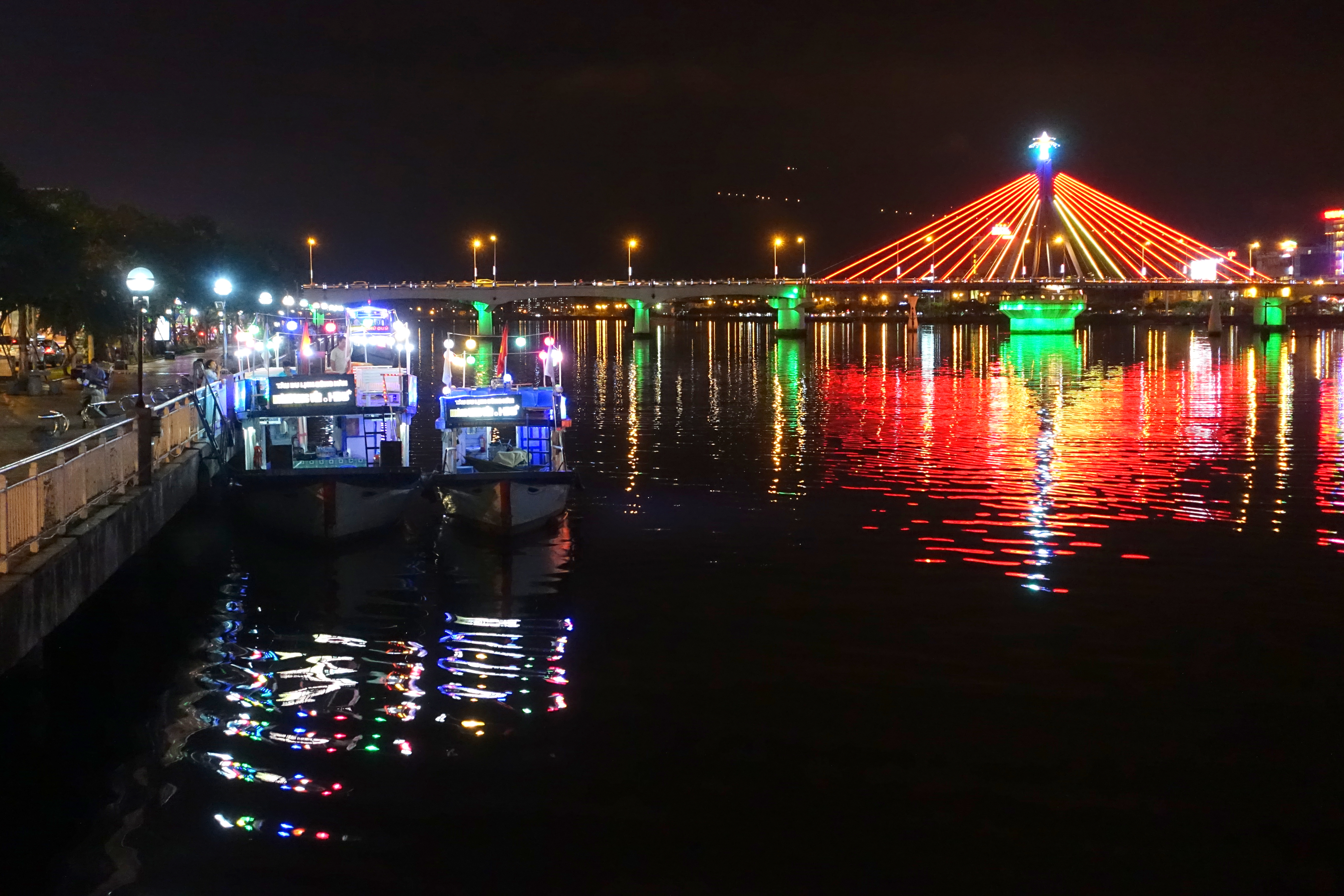
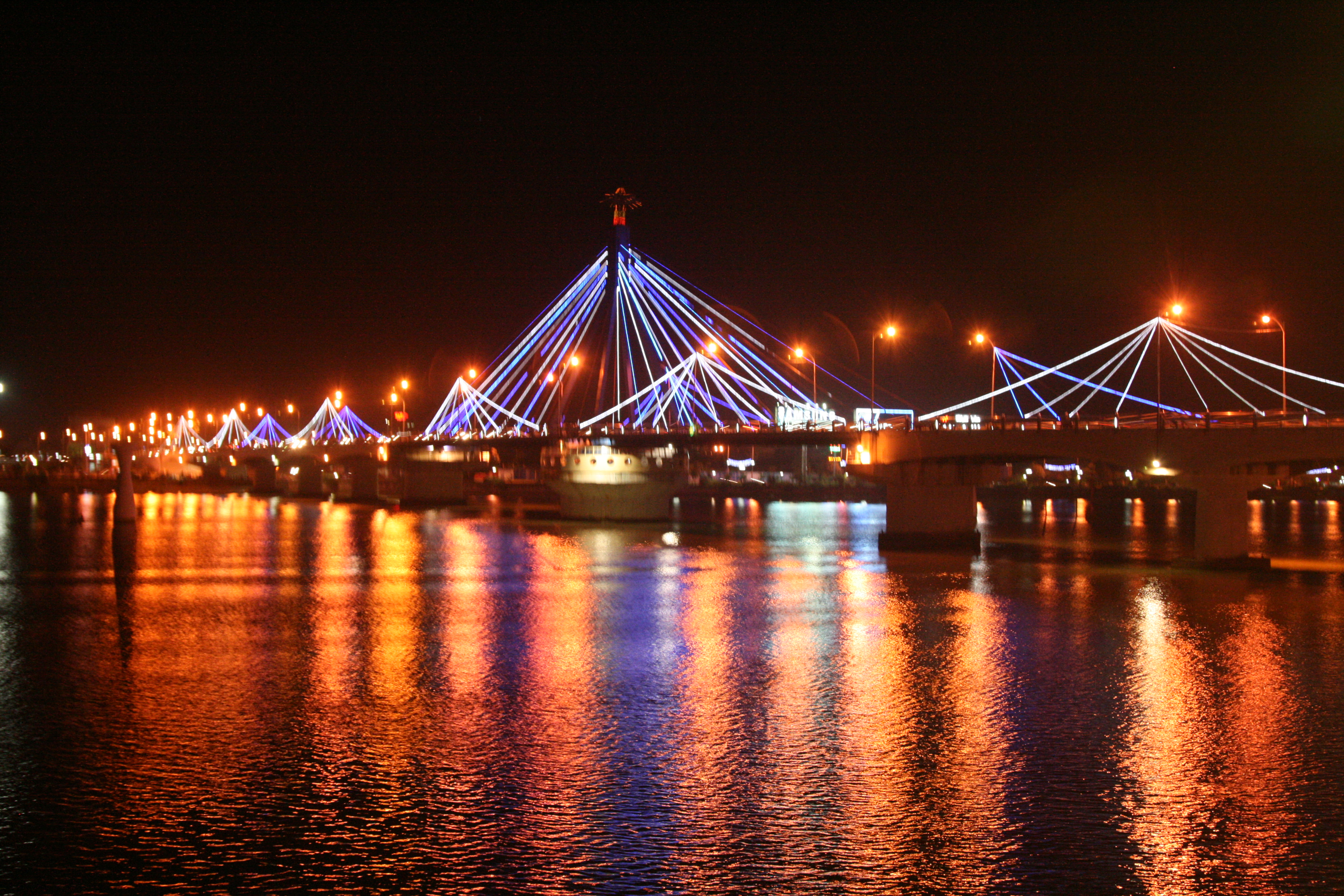
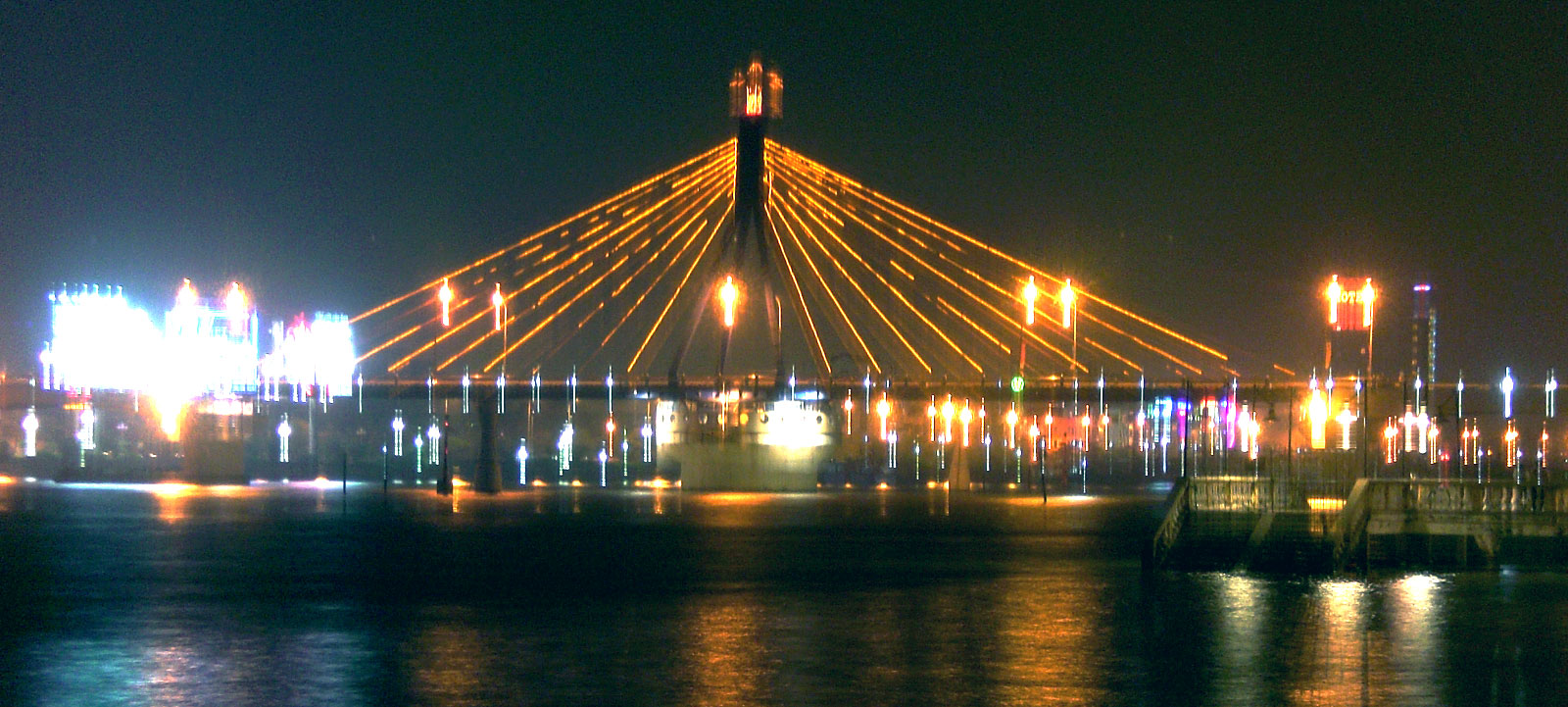
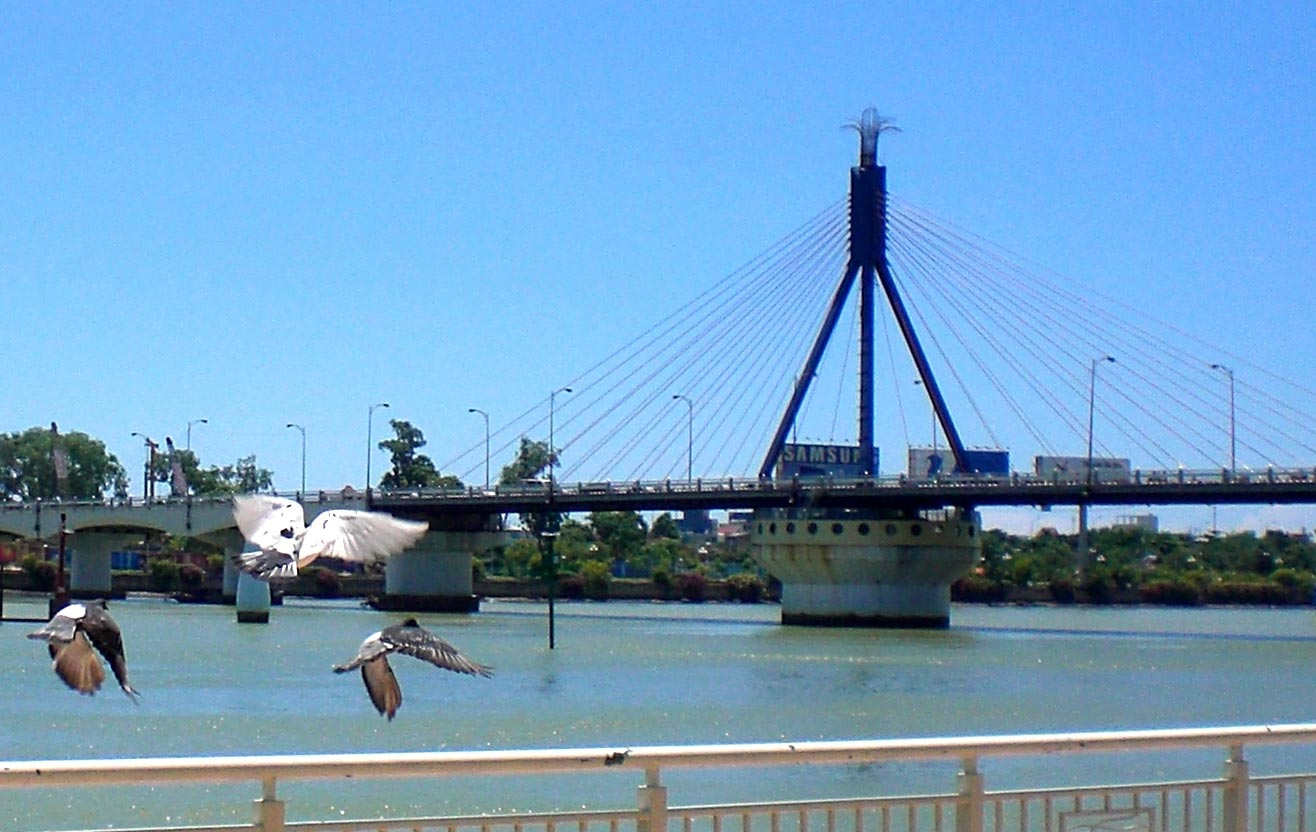
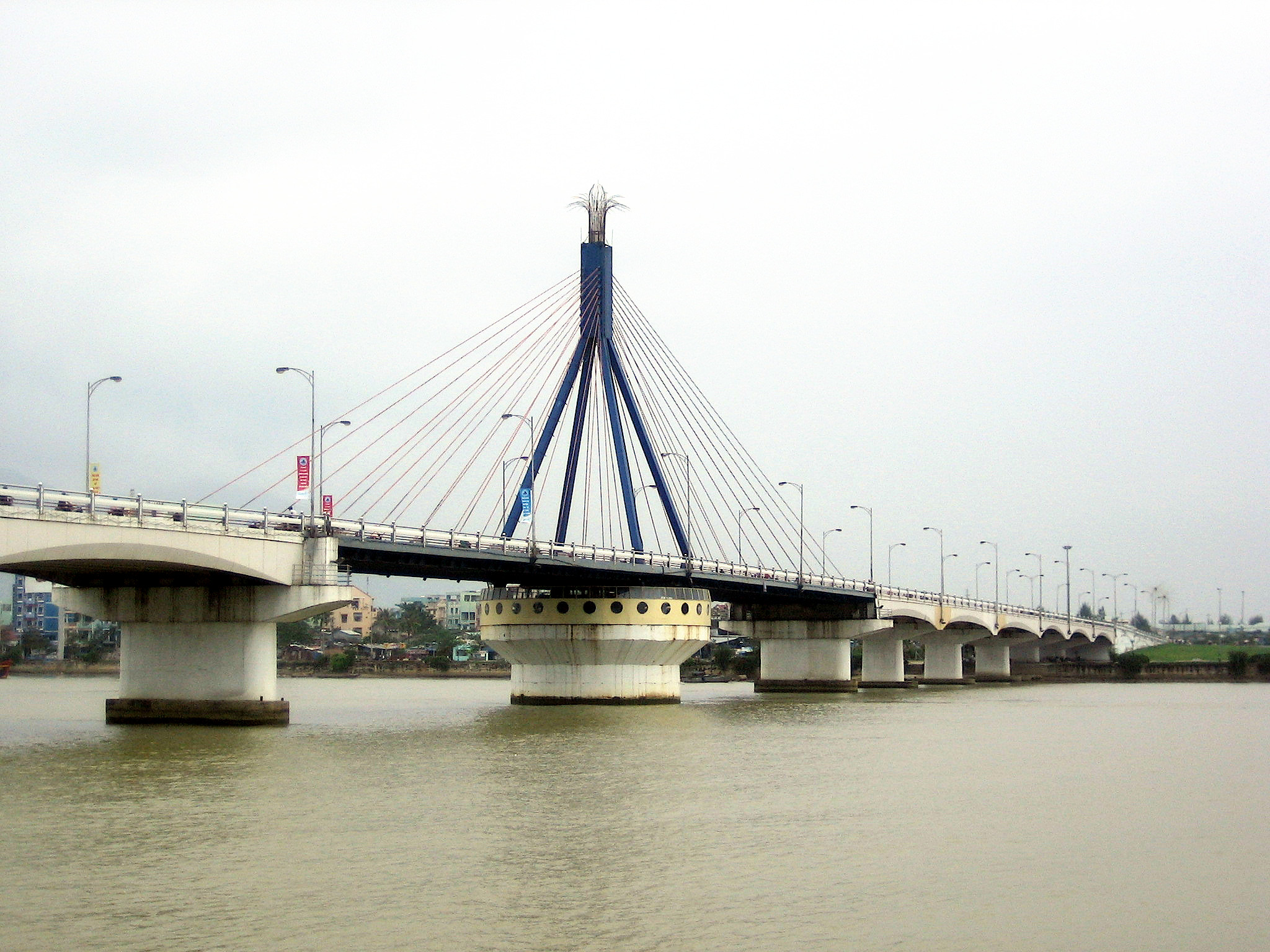
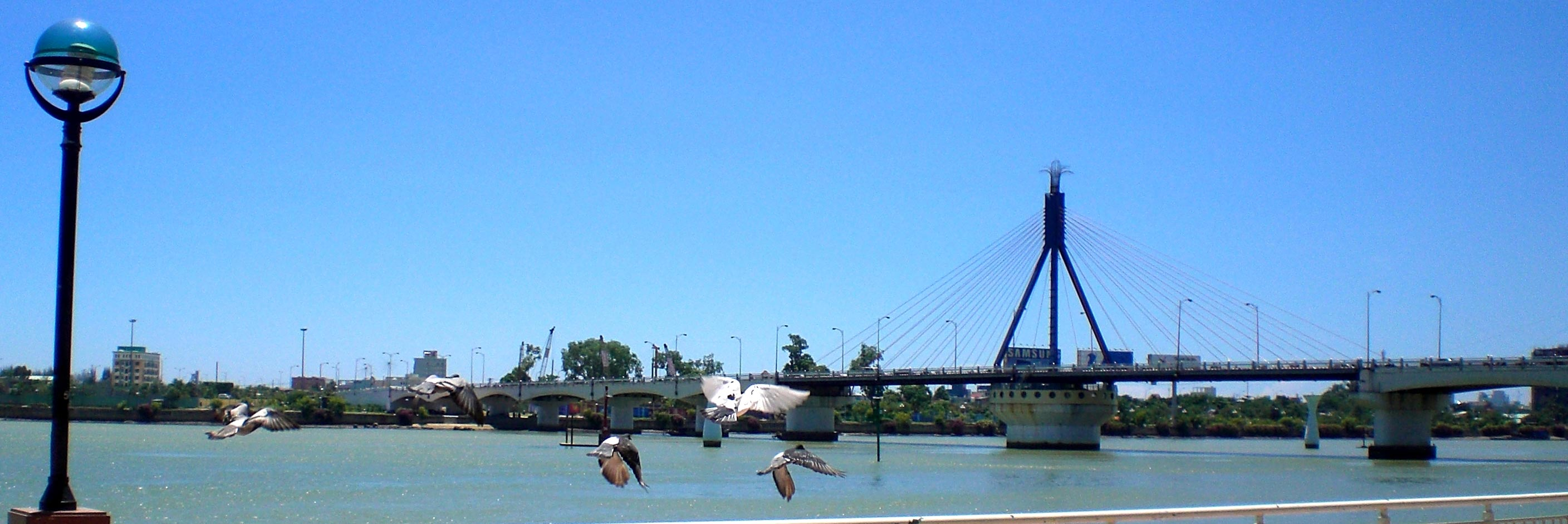
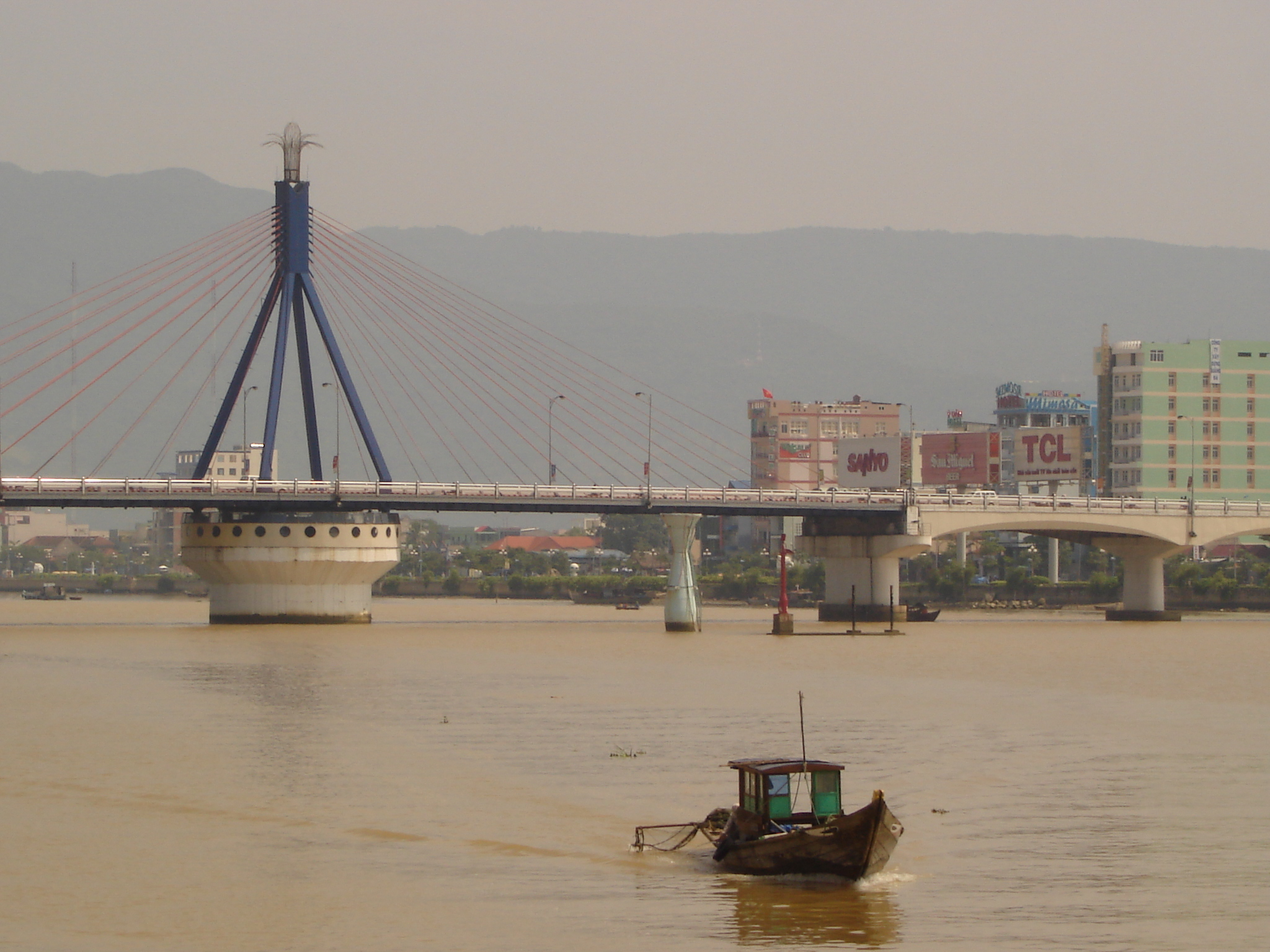